# Werner Seitz
Werner Seitz (* 26. April 1921) war ein deutscher Fußballspieler.

## Werdegang
Werner Seitz begann seine Karriere bei der SG Plauen-West und wechselte später zu Minden 05. Mit den Westfalen stieg er zweimal in Folge bis in die 2. Landesliga Westfalen auf und wechselte 1950 zu Eintracht Braunschweig. In den folgenden zwei Jahren absolvierte Seitz für die Eintracht 38 Partien in der seinerzeit erstklassigen Oberliga Nord und erzielte dabei fünf Tore. 1952/53 spielte er beim VfL Neuwied, ab 1953 ließ er seine Karriere bei Singen 04 ausklingen.